# Alessandro Cattaneo
Alessandro Cattaneo (Rho, 12 giugno 1979) è un politico italiano, deputato alla Camera dal 23 marzo 2018, vicecoordinatore di Forza Italia dal 24 marzo 2023 al 15 luglio 2023 e sindaco di Pavia dall'8 giugno 2009 al 9 giugno 2014.

## Biografia

### Studi e formazione
Alessandro Cattaneo è nato il 12 giugno 1979 a Rho, in provincia di Milano, ed è cresciuto a Pavia, dove ha conseguito la maturità scientifica con 60/60 ed encomio al liceo scientifico Torquato Taramelli, si è laureato in ingegneria elettronica con 110 e lode all'Università degli Studi di Pavia nel 2004 ed ha lavorato come tutor nella stessa università per gli insegnamenti di analisi matematica ed elettronica.
Nel 2004 viene assunto presso la società di ingegneria Enelpower S.p.A. di Milano, appartenente al gruppo Enel, nel reparto progettazione, disciplina automazione e controllo.

### Gli inizi in politica
Avvicinatosi alla politica a 19 anni, dopo il liceo, tra le file di Forza Italia di Silvio Berlusconi, diventa a soli 27 anni coordinatore cittadino di Forza Italia. Alle elezioni amministrative del 2006 si è candidato al consiglio provinciale di Pavia, tra le liste di Forza Italia nel collegio Pavia V - Quartiere Borgo Ticino e Pavia Ovest, ottenendo il 27,19% e non risultando eletto.

### Sindaco di Pavia
Alle elezioni amministrative del 2009 viene candidato a sindaco di Pavia per la coalizione di centro-destra, formata da Il Popolo della Libertà, Lega Nord, Unione di Centro, Partito Pensionati e le liste civiche "Rinnovare Pavia" e "Pavia Città per l'Uomo", e viene eletto al primo turno con il 54,38% dei voti contro il 35,21% del candidato di centro-sinistra Andrea Albergati (Partito Democratico), già sindaco dal 1996 al 2005. Essendo stato eletto primo cittadino cinque giorni prima del suo trentesimo compleanno, Cattaneo diventa il sindaco più giovane della storia di Pavia, primato che strappa proprio ad Albergati, eletto per la prima volta circa tre mesi prima di compiere 31 anni.
Dal 28 aprile al 5 luglio 2013 è stato presidente facente funzioni dell'Associazione Nazionale Comuni Italiani (ANCI), di cui era già vicepresidente, in seguito alla nomina del presidente Graziano Delrio (già sindaco di Reggio Emilia) a ministro per gli affari regionali e le autonomie nel governo Letta, venendo poi sostituito da Piero Fassino (sindaco di Torino) come presidente dell'ANCI e venendo riconfermato come vicepresidente dell'associazione.
Nel luglio 2010 la sua giunta comunale acquista attenzione a livello nazionale per il coinvolgimento di alcuni esponenti del PdL pavese nelle indagini e gli arresti legate all'Operazione Crimine-Infinito, che riguarda anche la penetrazione della 'Ndrangheta a Pavia. Sono arrestati tra gli altri Carlo Chiriaco, presidente dell'ASL in quota PdL, e l'avvocato Pino Neri, ritenuto essere il boss 'ndranghetista in città. Un assessore della sua giunta, imputato per corruzione elettorale aggravata in combutta con Chiriaco, darà le dimissioni, per essere poi reintegrato da Cattaneo nel 2012 in seguito alla sua assoluzione definitiva.
Cattaneo risulta estraneo alla vicenda e viene solo interrogato come testimone al processo, dichiarando di aver solamente partecipato a una cena a casa di Pino Neri durante uno dei tanti eventi della campagna elettorale.

#### Battaglia per le primarie del centrodestra
A maggio 2012 è ideatore del movimento "#formattiamoilpdl", che chiede più dibattito all'interno del partito, uno svecchiamento della classe dirigente e le elezioni primarie come strumento di selezione dal basso dei candidati. I formattatori, molti dei quali sono amministratori locali del partito, studenti universitari e giovani imprenditori vicino al PdL, venivano indicati dalla stampa come i rottamatori del centrodestra, sempre per le analogie politiche e generazionali tra l'allora sindaco di Firenze Matteo Renzi e il sindaco di Pavia.
Il 1º novembre 2012 Cattaneo annuncia a sorpresa l'intenzione di candidarsi alle elezioni primarie del Popolo della Libertà per la carica di Presidente del Consiglio, in vista delle elezioni politiche del 2013. Sarà quella l'occasione che gli consentirà di essere conosciuto presso il grande pubblico. Tali primarie, tuttavia, non si tennero per la decisione di Silvio Berlusconi di riproporsi come leader del partito e candidato premier alle politiche 2013.

#### Incarichi all'interno di Forza Italia
Il 16 novembre 2013, contestualmente alla sospensione delle attività del PdL, aderisce alla rinascita di Forza Italia, diventando il successivo 24 gennaio 2014 responsabile "formazione amministratori locali" e il 24 marzo membro del Comitato di Presidenza di Forza Italia. Da qui in poi il movimento dei formattatori non è stato più nominato.

#### Mancata riconferma alle amministrative 2014
Candidatosi per un secondo mandato come primo cittadino di Pavia alle elezioni amministrative del 2014, appoggiato da Forza Italia, Lega Nord, Nuovo Centrodestra - Unione di Centro, Fratelli d'Italia e le liste civiche "Pavia con Cattaneo" e "Pavia Città Sicura", al primo turno risulta il candidato più votato, ottenendo il 46,68% dei voti e accedendo al ballottaggio contro il candidato del centro-sinistra, il consigliere comunale del PD uscente Massimo Depaoli, che raccoglie il 36,44% dei voti. Al ballottaggio dell'8 giugno viene sconfitto da Depaoli, che ottiene il 53,13% contro il 46,87% di Cattaneo.

### Elezione alla Camera dei deputati

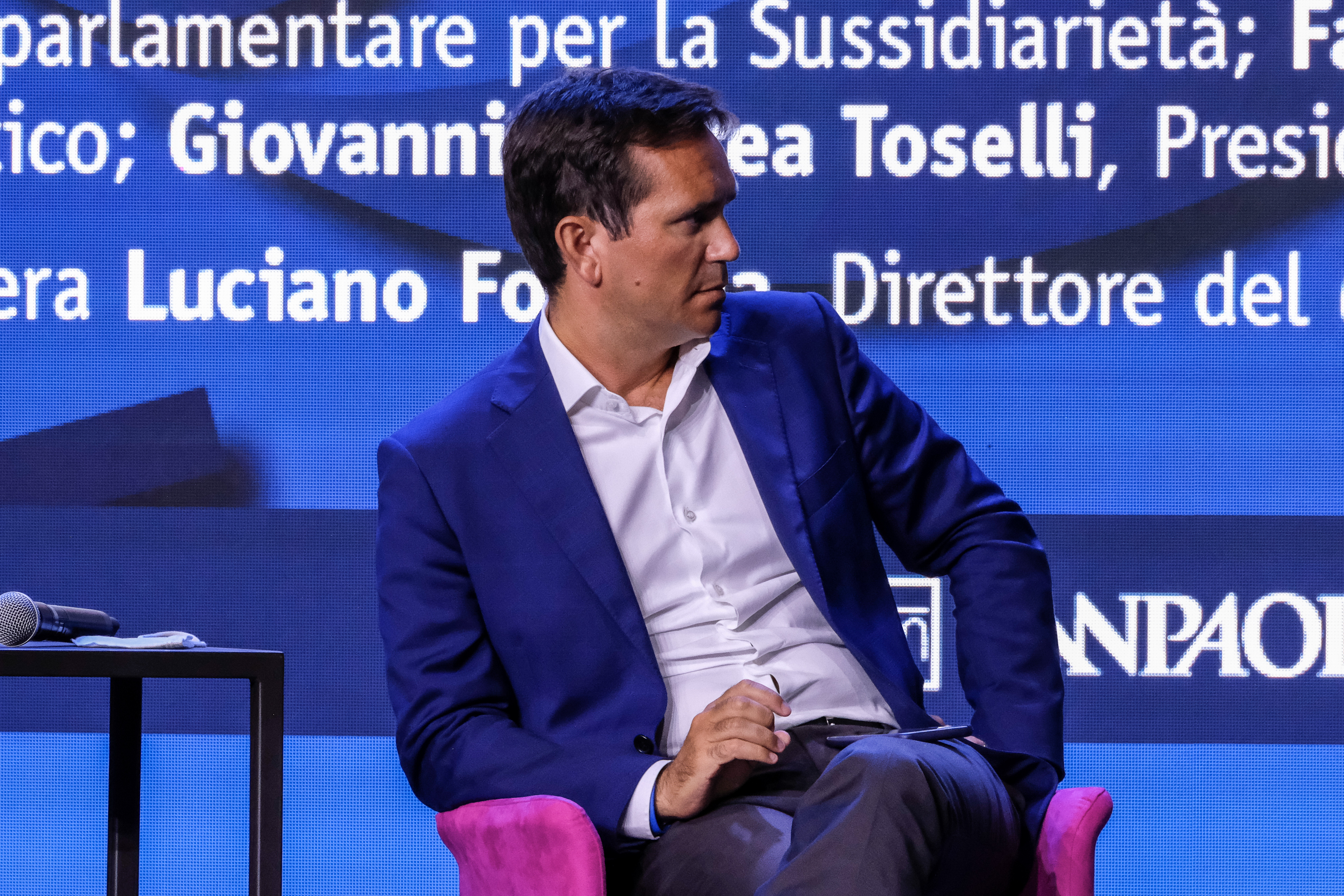
Alessandro Cattaneo al Meeting di Rimini del 2021

Dopo le elezioni comunali di Pavia del 2014, Cattaneo ha continuato il suo percorso politico in Forza Italia come dirigente nazionale, assumendo via via incarichi sempre di maggior rilievo. Oggi è membro dell'Ufficio di Presidenza e Responsabile Nazionale della Formazione del partito di Silvio Berlusconi. Nel 2015 ha fondato l'Associazione culturale Primavera Italia, un nuovo think tank di ispirazione liberale che ha lo scopo di offrire programmi, idee, momenti di confronto e nuove proposte per il centrodestra italiano e che riunisce oggi diversi amministratori locali, professori universitari ed esponenti della società civile italiana vicini all'ex Sindaco di Pavia.
Alle elezioni politiche del 2018 viene candidato per la prima volta alla Camera dei deputati, sia come capolista di Forza Italia nel collegio plurinominale Lombardia 4 - 01 sia come candidato di tutto il centro-destra nel collegio uninominale Lombardia 4 - 02 (Pavia), dove ottiene il 48,00% dei voti, superando nettamente le candidate del centro-sinistra Chiara Scuvera e del Movimento 5 Stelle Iolanda Nanni, ferme rispettivamente al 23,23% e al 21,91%.
Il 12 maggio 2020 Berlusconi nomina un nuovo coordinamento di quattordici persone tra le quali c’è anche Cattaneo. Nell'agosto 2020, a poche settimane dal referendum costituzionale sul taglio del numero di parlamentari legato alla riforma avviata dal governo Conte I guidato dalla Lega assieme al Movimento 5 Stelle e concluso dal governo Conte II guidato dalla coalizione tra M5S e Partito Democratico Cattaneo annuncia il suo voto contrario, in dissidenza con la linea ufficiale del suo partito, schierato inizialmente per il "Sì" dai vertici del gruppo parlamentare, prima che il leader Silvio Berlusconi si posizionasse in una posizione intermedia concedendo libertà di voto.

### Capogruppo e Vicecoordinatore di Forza Italia
Alle elezioni politiche anticipate del 2022 viene ricandidato alla Camera nel collegio uninominale Lombardia 4 - 01 (Pavia), sostenuto dalla coalizione di centro-destra in quota forzista, oltreché come capolista di Forza Italia nel collegio plurinominale Lombardia 1 - 01, venendo eletto nell'uninominale con il 54,79% dei voti, superando Emanuele Corsico Piccolini del centrosinistra (23,94%) e Achille Lanfranchi di Azione - Italia Viva (8,46%) e risultando il candidato di Forza Italia più votato in Lombardia. Il 18 ottobre viene eletto capogruppo di Forza Italia alla Camera.
Il 24 marzo 2023, lasciando il posto da capogruppo a Paolo Barelli, viene nominato vice-coordinatore nazionale di FI con delega alla organizzazione territoriale del partito, carica mantenuta fino al 15 luglio dello stesso anno.

## Vita privata
Sposato con la docente di scuola secondaria di secondo grado Marcella Ferrari, ha due figli.

## Posizioni politiche
Concordemente alla linea di Forza Italia, partito in cui è uno degli esponenti più vicini al leader Silvio Berlusconi, Cattaneo è filo-atlantista ed europeista e si è espresso a più riprese contro ogni tipo di tassa patrimoniale e ogni riduzione del cuneo fiscale. È inoltre favorevole al Meccanismo europeo di stabilità.